# Eveline Wild
Eveline Wild (* 5. Oktober 1980 in Innsbruck) ist eine österreichische Konditorin und Fernsehköchin des Österreichischen Rundfunks (ORF).

## Leben
Von 1996 bis 1999 absolvierte Eveline Wild eine Lehre als Konditorin. Sie bestand sowohl 1999 ihre Lehrabschlussprüfung zur Konditorin sowie 2003 die Meister- und Ausbildnerprüfung mit „ausgezeichnetem Erfolg“. Daraufhin war sie unter anderem im Hotel Central in Sölden als Chef-Pâtissière und im Steirereck in Wien engagiert.
Seit Juni 2008 arbeitet sie im Hotel ihres Lebensgefährten Stefan Eder in St. Kathrein am Offenegg (Steiermark), wo sie auch Koch- und Patissierkurse anbietet. Neben der Goldmedaille bei der Berufsweltmeisterschaft World Skills in Seoul/Südkorea 2001 erreichte sie 2011 den zweiten Platz beim Cru-de-cao-Award in Köln.
Seit September 2012 wirkt sie jeweils am Donnerstag in der Fernseh-Kochshow Schmeckt perfekt (bis 2018 Frisch gekocht) an der Seite von Andreas Wojta und Alexander Fankhauser im Fernsehsender ORF 2 mit. Dem Engagement ging eine Empfehlung ihrer früheren Chefs im Steirereck voraus. Dabei musste sie sich beim Casting gegen fünf Mitbewerberinnen durchsetzen.
Seit der Veränderung des TV-Formats im Jänner 2014 backt sie nun neben monatlich wechselnden Spitzenköchen mit Moderatorin Elisabeth Engstler.
Die Fernsehpräsenz baute sie im September 2014 noch weiter aus. Gemeinsam mit Bernd Kütscher fungierte sie als Jurorin in der ZDF-Sendung Deutschlands bester Bäcker, Jurypartner ist Johann Lafer. In der zweiten Staffel der Sendung ist Wild auch weiter Jurorin und verkostet die Backwaren mit Jurorenpartner Peter Kapp sowie dem Patissier des Jahres 2015 Ian Baker.

## Auszeichnungen
- 2000: 5. Platz bei der Weltmeisterschaft der Konditoren des Internationalen Verbandes für Confiseure, Pâtissiers und Eishersteller (UIPCG) in Lissabon
- 2001: Goldmedaille Berufsweltmeisterschaft, World Skills – Seoul/Südkorea[5]
- 2006: Bronzemedaille Teambewerb, Culinary World Cup in Luzern (Schweiz)
- 2011: 2. Platz beim „Cru de cao“ Wettbewerb in Köln
- 2015: Silbermedaille beim 49. Literarischen Wettbewerb der Gastronomischen Akademie Deutschlands 2015
- 2015: 1. Platz beim „Prix Prato“ Wettbewerb in der Kategorie „Autorenkochbuch“
- 2015: 2. Platz beim „Prix Prato“ Wettbewerb in der Kategorie „Themenkochbuch“
- 2015: 3. Platz beim „Prix Prato“ Wettbewerb in der Kategorie „Kulinarikfotografie“
- 2017: „Patissière des Jahres 2018“[6]
- 2017: Gast bei Frühstück bei mir
- 2018: Köchin der Köche – Höchste nationale Auszeichnung des Verbandes der Köche Österreichs[7]

## Publikationen
- Wild backen Styria Wien 2014, ISBN 978-3-85431-679-4
- Wild auf Schokolade. Torten, Tartes, Desserts, Pralinen & Co Styria Wien 2015, ISBN 978-3-85431-711-1